# بزوس
بزوس (به فرانسوی: Bazus) یک کمون (فرانسه) در فرانسه است که در canton of Montastruc-la-Conseillère واقع شده‌است. بزوس ۹٫۱۳ کیلومتر مربع مساحت دارد ۱۶۵ متر بالاتر از سطح دریا واقع شده‌است.